# 웨일즈 장로교
웨일즈 장로교(The Presbyterian Church of Wales)는 영국 웨일즈 지역의 개신교 교파로서, 칼빈주의 감리교(Calvinistic Methodist Church)라고도 한다. 웨일즈 메소디스트 부흥(the Welsh Methodist revival) 이후 1811년에 결성되었으며 현재 약 2만 명의 교인이 있다. 존 웨슬리와 조지 휫필드가 함께 영국 국교회(성공회)에서 종교개혁 이후 정립된 원칙을 지키자는 메소디스트(감리교) 운동을 전개하던 중 개혁주의적인 예정론에 대한 의견 차이가 생겨 1741년 서로 갈라섰고, 웨일즈의 성공회 내 메소디스트 교회들이 조지 휫필드를 지지하며 칼빈주의 메소디스트 교단을 만들었다. 칼빈주의 감리교는 칼빈주의를 유지하는 메소디스트라는 뜻이다. 이 칼빈주의 감리교가 웨일즈에서는 장로교로 분류되어 웨일즈 장로교가 되었다.

## 연혁
- 1735년 호웰 해리스(Howel Harris)와 대니얼 로랜드(Daniel Rowland)[1]가 회심한 뒤 메소디스트 부흥(The Methodist revival)이 시작되다[2]
- 1744년 조지 휫필드가 칼빈주의 감리교 수장이 되다.
- 1811년 영국 국교회(성공회)에서 탈퇴하여 독립교회가 되었으며, 웨일즈 Bala와 Llandeilo에서 웨일즈 장로교 목사 안수식이 최초로 시행되다.
- 1823년 칼빈주의 감리교 신앙고백[3]을 웨스트민스터 신앙고백에 근거하여 작성하고 채택하다.
- 1837년 루이스 에드워즈(Lewis Edwards)와 데이빗 찰스(David Charles)가 웨일즈 Bala에 학교(Bala College)를 설립하였으며, 1839년 목사양성대학이 되다.
- 1840년 리버풀에서 외국선교사협회가 설립되어 인도 아삼에 있는 Khassia Hills 및 Jaintia에 선교사들을 파견하다.
- 1864년 웨일즈 스완지에서 첫번째 총회를 개최하다.
- 1904년 에반 로버츠(Evan Roberts)에 의해 웨일즈 부흥이 다시 점화되다.
- 1968년 인도 북동 지역에 파견된 마지막 선교사들이 귀환하고, Bala College는 어린이 청소년 센터가 되다.
- 1978년 파멜라 터너(Pamela Turner)가 웨일즈 장로교 목사 안수를 받은 최초의 여성이 되었으며, 웨일즈 장로교가 세계선교협의회(the Council for World Mission)회원이 되다.
- 2008년 웨일즈 장로교는 자선단체로 등록하고 새로운 헌법을 채택하다.

## 같이 보기
- 비국교회